# Lussas-et-Nontronneau
Lussas-et-Nontronneau é uma comuna francesa na região administrativa da Nova Aquitânia, no departamento Dordonha. Estende-se por uma área de 22,69 km². Em 2010 a comuna tinha 298 habitantes (densidade: 13,1 hab./km²).